# Irini Charalambidou

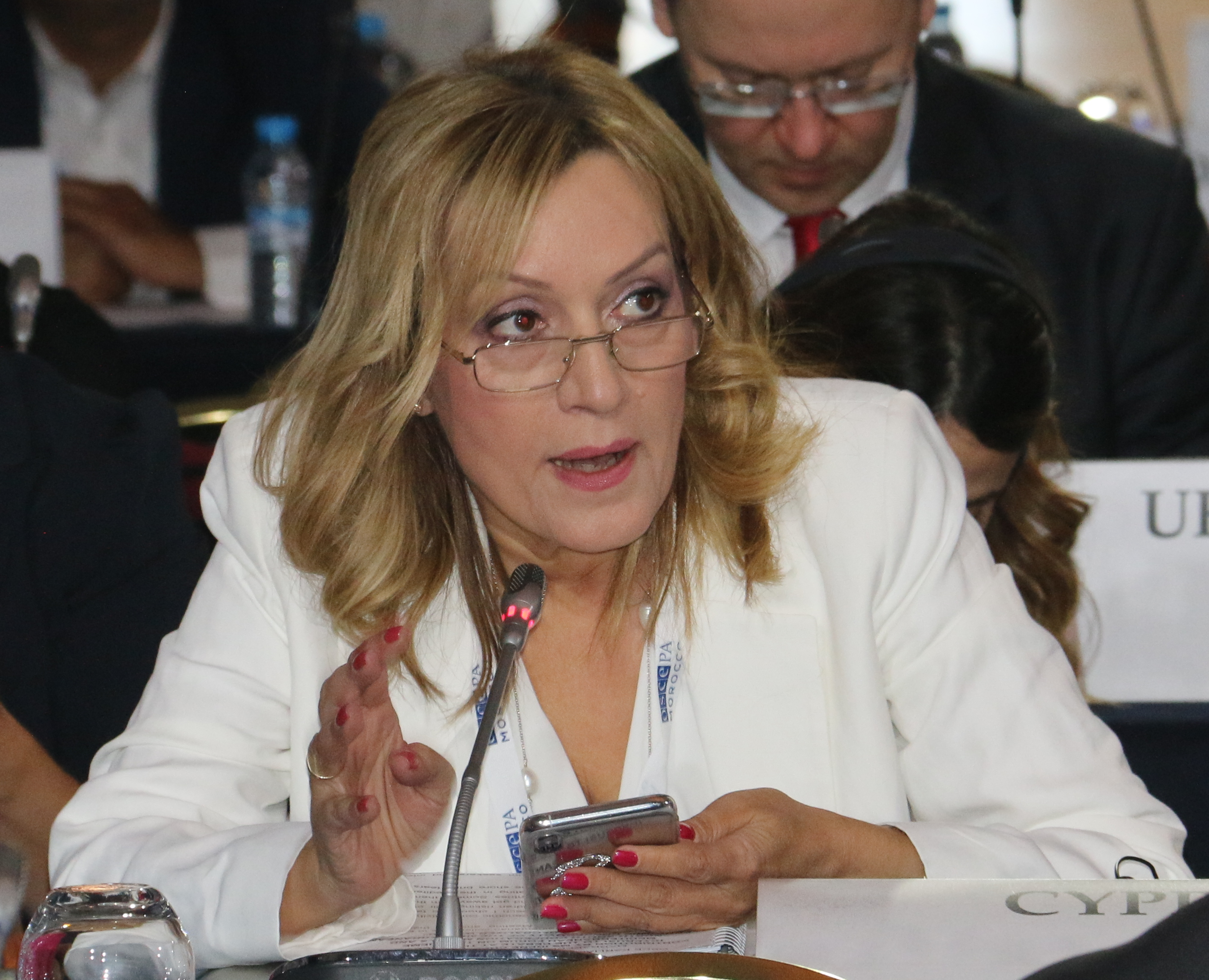
Irini Charalambidou (4. Oktober 2019)

Irini Charalambidou (Alternativname: Irene Charalambides, griechisch Ειρήνη Χαραλαμπίδου; * 19. März 1964 in Limassol, Bezirk Limassol) ist eine zyprische Politikerin der kommunistischen Fortschrittspartei des werktätigen Volkes AKEL (Anorthotiko Komma Ergazomenou Laou), die seit 2011 Mitglied des Repräsentantenhauses (Vouli ton Antiprosópon) ist. Seit 2019 ist sie Sonderbeauftragte der Parlamentarischen Versammlung der OSZE für Korruptionsbekämpfung sowie seit 2021 auch Vizepräsidentin der Parlamentarischen Versammlung der OSZE.

## Leben
Irini Charalambidou absolvierte ein Studium der Psychologie an der Universität Nikosia sowie ein weiteres Studium im Journalismus am Mediterranean College in Athen. Danach war sie als Journalistin für die Tageszeitungen O Agón, Eleftherotypia und Kírykas tätig. Daneben arbeitete sie von 1987 bis 1994 für die öffentlich-rechtliche Rundfunkanstalt Cyprus Broadcasting Corporation RIK (Radiofonikó Idryma Kýprou), von 1994 bis 1996 für den privaten Fernsehsender Lógos sowie von 1998 bis 2001 für den privaten Fernsehsender Anténna, ehe sie von 2002 bis 2011 abermals für den öffentlich-rechtlichen Sender RIK tätig war.
Bei der Parlamentswahl in der Republik Zypern am 22. Mai 2011 wurde Irini Charalambidou für die kommunistische Fortschrittspartei des werktätigen Volkes AKEL im Wahlkreis von Nikosia erstmals zum Mitglied des Repräsentantenhauses gewählt und gehört dieser nach ihren Wiederwahlen am 22. Mai 2016 und 30. Mai 2021 seither an. In den vergangenen Legislaturperioden fungierte sie unter anderem als Vorsitzender des Ständigen Ausschusses für Entwicklungspläne und öffentliche Ausgabenkontrolle sowie als Leiterin der Delegation des Repräsentantenhauses bei der Parlamentarischen Versammlung der OSZE. Seit ist sie 2019 Sonderbeauftragte der Parlamentarischen Versammlung der OSZE für Korruptionsbekämpfung sowie auch wieder Leiterin der Delegation des Repräsentantenhauses bei dieser Parlamentarischen Versammlung. 
In der aktuellen Legislaturperiode ist sie Vorsitzende des Ständigen Ausschusses des Repräsentantenhauses für Menschenrechte und Chancengleichheit für Männer und Frauen sowie des Weiteren Mitglied des Ständigen Ausschusses für Entwicklungspläne und öffentliche Ausgabenkontrolle und des Ständigen Ausschusses für Institutionen, Verdienste und den Beauftragten für Verwaltung (Ombudsmann). Seit Juli 2021 ist sie außerdem Vizepräsidentin der Parlamentarischen Versammlung der OSZE und wurde als solche 2022 für eine dreijährige Amtszeit bis 2025 wiedergewählt.
Im Februar 2022 hat sie sich offen gegen eine mögliche Unterstützung der Oppositionellen für die Kandidatur des ehemaligen Gesundheitsministers George Pamporidis bei der Präsidentschaftswahl am 5. Februar 2023 ausgesprochen, woraufhin die AKEL den Parteilosen Andreas Mavroyiannis unterstützte, der in der Stichwahl am 12. Februar 2023 mit 189.335 Stimmen (48 Prozent) gegen den zum Staatspräsidenten gewählten Parteilosen Nikos Christodoulidis (204.867 Stimmen, 52 Prozent) unterlag.
Aus ihrer Ehe mit Andros Papapavlou gingen zwei Söhne hervor.

## Veröffentlichungen
- Όσα συζητήσαμε, (Was wir besprochen haben), En Typois, 2007
- Οι λευκές σελίδες του Κυπριακού, (Die leeren Seiten der Zypernfrage), Parga, 2010